# Устинов, Григорий Яковлевич
Григорий Яковлевич Устинов (23 февраля [7 марта] 1904, Кыштым, Пермская губерния — 24 января 1975, Лысьва, Пермская область) — советский инженер-металлург, лауреат Сталинской премии (1952).

## Биография
С 1919 г. работал на Кыштымском заводе.
Окончил в Свердловске Уральский индустриальный техникум (1925) и (без отрыва от производства) Уральский металлургический институт (1931).
С 1925 г. работал на Златоустовском металлургическом заводе (ЗМЗ): техник, сменный мастер. В 1929—1934 на Кушвинском металлургическом заводе: сменный инженер, начальник мартеновского цеха. В 1934—1936 начальник планово-производственного отдела, начальник мартеновского цеха на Ашинском металлургическом заводе, занимался модернизацией мартеновского производства, реконструкцией цеха.
В 1936—1963 на Лысьвенском металлургическом заводе:
- 1936—1940 начальник теплобюро, зав. металлургической лабораторией,
- 1940—1946 начальник мартеновского цеха,
- 1946—1959 главный инженер,
- 1959—1963 начальник технического отдела.

Во время войны разработал новую марку стали для производства солдатских касок.
Участвовал в совершенствовании металлургического производства, руководил внедрением новых технологий сталеварения, освоением новых марок легированных сталей.

## Награды и звания
Лауреат Сталинской премии (1952) — за коренное усовершенствование методов производственной работы. Награждён орденом Ленина (1950), 2 орденами Трудового Красного Знамени (1949, 1958), орденом «Знак Почёта» (1945), медалями.